# Schwarzes C

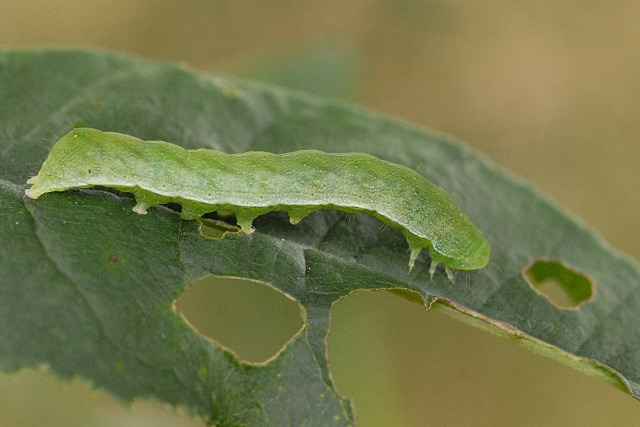
Junge Raupe von Xestia c-nigrum

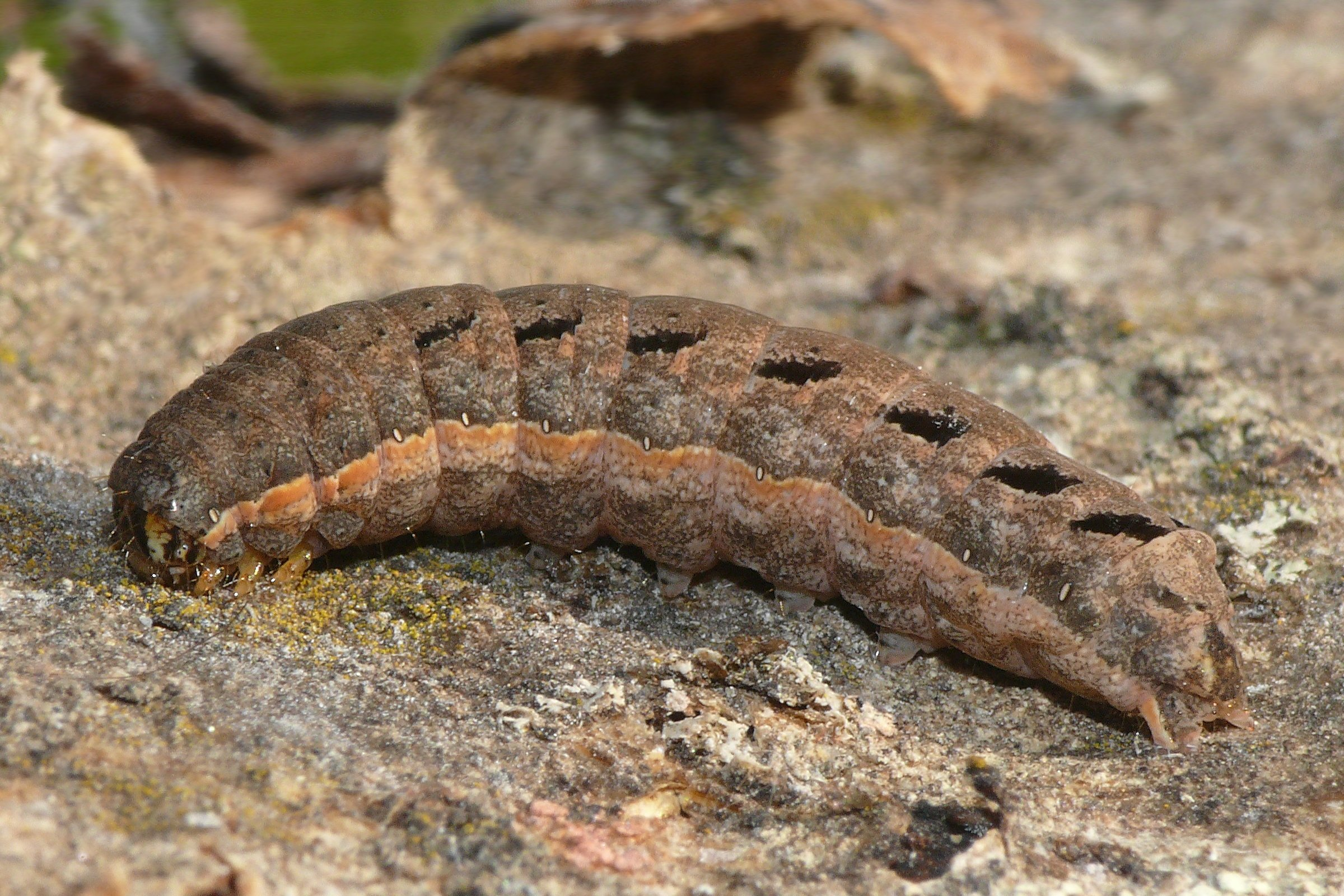
Erwachsene Raupe nach Überwinterung im Frühjahr

Das Schwarze C (Xestia c-nigrum), auch Schwarze C-Erdeule oder C-Eule genannt, ist ein Nachtfalter aus der Familie der Eulenfalter (Noctuidae).

## Merkmale
Die Falter haben eine Spannweite von 35 bis 45 mm. Dabei sind die Falter der ersten Generation im Durchschnitt etwas größer. Die Antennen sind fein mit Zilien besetzt. Die Farbe der Vorderflügel variiert von hellockerbraun bis dunkelbraun. Innere und äußere Querlinie sind schwach ausgeprägt und gezackt. Das Innen- oder Wurzelfeld ist meist farblich abgesetzt vom Mittelfeld; es ist oft grau. Im äußeren Mittelfeld sitzt ein Nierenmakel. Zwischen Nierenmakel und innerer Querlinie befindet sich ein markantes schwarzes C, dessen konkave Wölbung weiß gefüllt ist. Daher rührt auch der Name des Nachtfalters. Im kostalen Teil des Saumfeldes sitzt ein schwarzer Fleck. Die Hinterflügel sind hellgrau; sie werden zum Saumfeld hin etwas dunkler.
Das Ei ist halbkugelig mit stark abgeflachter Basis. Es misst 0,5 mm in der Höhe und 0,65 bis 0,7 mm im Durchmesser. Es ist zunächst gelblich-weiß gefärbt. Mit zunehmender Entwicklung bildet sich ein weinfarbener Fleck am oberen Ende sowie eine weinfarbene Binde etwa in der Mitte des Eis. Kurz vor dem Schlupf der Eiraupe färbt es sich grau, auch der Apikalfleck wird grauweinrot. Die oberen zwei Drittel der Oberfläche des Eies sind mit 24 bis 26 kräftigen Längsrippen besetzt, von denen 11 bis 13 die Mikropylregion erreichen. Die quer verlaufenden Rippen sind schwächer ausgebildet und stehen dicht zusammen.
Die Raupe ist grau bis rotbraun, oft leicht schwarz übertönt. Die Rückenlinie ist schmal und hell; die Nebenrückenlinien sind ebenfalls hell abgehoben. Vom 4. Segment an sind neben der Rückenlinie schwarze, gelb umrandete Punkte ausgebildet. Vor dem 12. Segment quer ein heller Strich den Rücken. Die gelblichen Seitenstreifen sind relativ breit und werden zum Rücken hin dunkler. Der Kopf ist gelbbraun und mit einem dunkleren Gittermuster versehen.
Die Puppe ist rotbraun mit einem kurzen, dornförmigen Kremaster.

## Geographische Verbreitung und Lebensraum
Die Art ist in ganz Europa mit Ausnahme von Nordskandinavien und Nordrussland verbreitet. Die mitteleuropäischen Populationen werden jedes Jahr durch aus dem Süden und Südosten einwandernde Falter verstärkt. Das Verbreitungsgebiet der Art erstreckt sich über fast die gesamte Paläarktis vom nördlichen Wendekreis bis fast zum Polarkreis. Ob die Art auch in der Nearktis vorkommt, ist ein taxonomisches Problem (s. u.).
Die Art kommt im offenen Gelände und in Siedlungsgebieten vor. Sie meidet aber bewaldete Regionen weitgehend. In den Alpen steigt die Art bis auf 1800 m an. Sie gehört in Mitteleuropa mit zu den häufigsten Eulenfalterarten.

## Lebensweise
Das Schwarze C bildet zwei sich etwas überlappende Generationen im Jahr, deren Falter von Ende April bis Ende Juli und von Anfang Juli bis Mitte Oktober fliegen. Im Süden des Verbreitungsgebietes werden regelmäßig drei Generationen gebildet. Die Falter besuchen Blüten und können mit Zucker geködert werden. Sie kommen zum Licht und sind sehr wanderfreudig. Die Eier werden in einlagigen kleinen Gruppen an einer Vielzahl von krautigen Pflanzen, Gräsern, Stauden und Sträuchern abgelegt. Steiner (1998) listet folgende Arten:
- Pfeifengräser (Molinia spec.)
- Draht-Schmiele (Deschampsia flexuosa)
- Vogelmiere (Stellaria media)
- Waldreben (Clematis spec.)
- Klee (Trifolium)
- Brombeeren (Rubus fruticosus agg.)
- Frauenmantel (Alchemilla spec.)
- Schlehdorn (Prunus spinosa)
- Weidenröschen (Epilobium spec.)
- Primeln (Primula spec.)
- Labkräuter (Galium spec.)
- Kleinblütige Königskerze (Verbascum thapsus)
- Königskerzen (Verbascum spec.)
- Spitz-Wegerich (Plantago lanceolata)
- Gemeine Schafgarbe (Achillea millefolium agg.)
- Flockenblumen (Centaurea spec.)
- Endivie (Cichorium endivia)
- Löwenzahn (Taraxacum spec.)

Die Raupen überwintern. Sie können daher von September und im darauffolgenden Jahr bis April (erste Generation) sowie von Juni bis Juli (zweite Generation) angetroffen werden. Es werden fünf bis sieben Larvenstadien gebildet.

## Synonyme und Taxonomie
Entsprechend der großen Variabilität in Färbung und auch Zeichnung gibt es eine Vielzahl von Synonymen. Die Art ist in der neueren Literatur auch häufig noch unter dem Namen Amathes c-nigrum zu finden. Amathes Hübner, 1821 ist ein jüngeres, subjektives Synonym von Xestia Hübner, 1818.
Sehr ähnliche Populationen in Nordamerika wurden ursprünglich zu X. c-nigrum gestellt, bevor sie Franclemont (1980) als zwei eigenständige Arten Xestia adela und Xestia dolosa abtrennte. Mikkola, Lafontaine & Kononenko (1991) haben aber Xestia dolosa wieder mit c-nigrum synonymisiert, während Fibiger (1993) Xestia dolosa als eigenständige Art anerkennt, jedoch Xestia adela als Unterart zu X. c-nigrum stellt. Dagegen gehen Kankare et al. (2002) aufgrund genetischer Unterschiede wieder von der Existenz von drei eigenständigen Arten aus, X. c-nigrum, X. dolosa und X. adela. Auch die unterschiedlich wirkenden Sexualpheromone deuten auf eine spezifische Trennung der nordamerikanischen und eurasischen Populationen hin.